# الدعاية البريطانية خلال الحرب العالمية الأولى

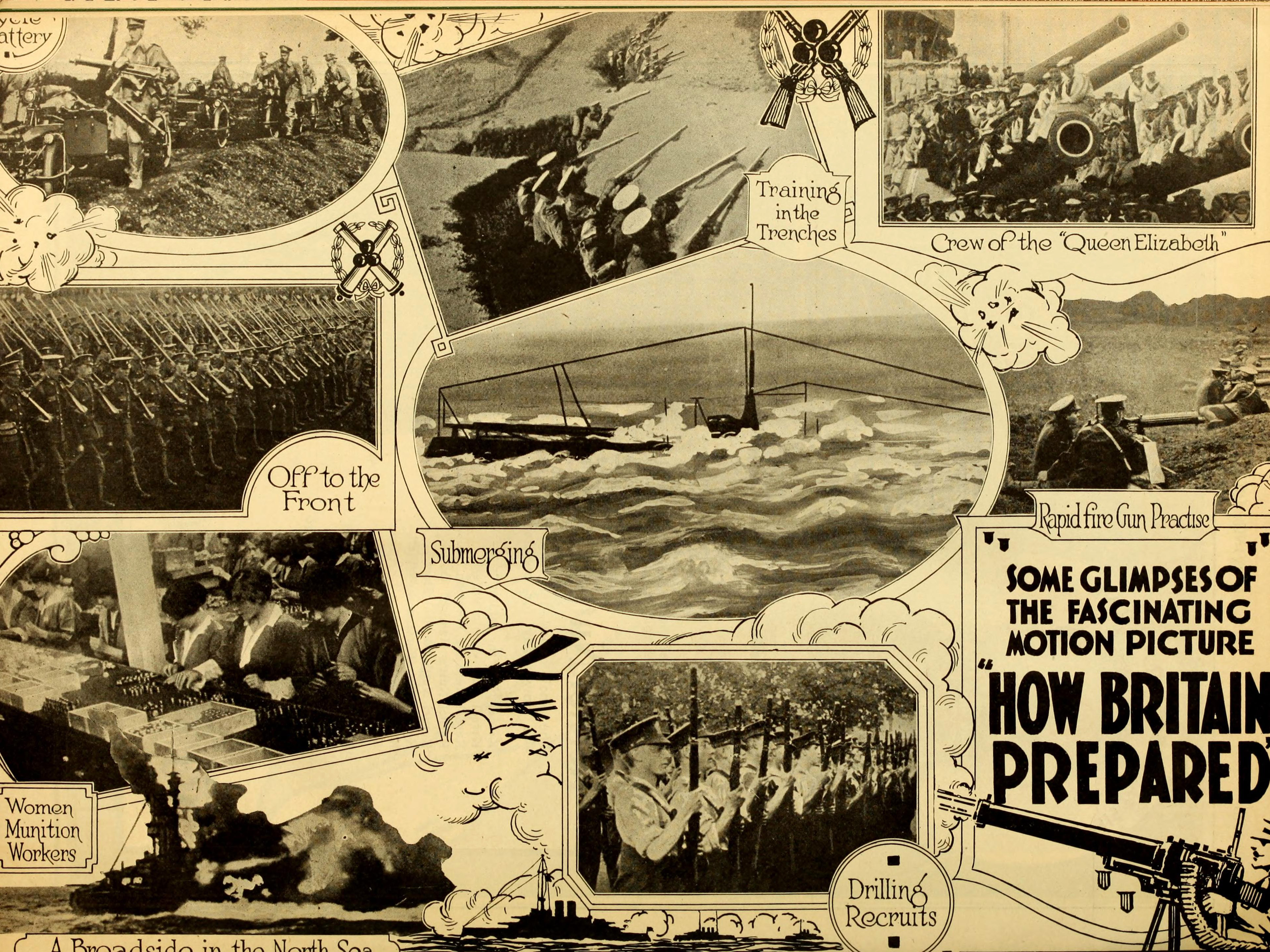
صورة لـ تنظيم الدعاية

في الحرب العالمية الأولى، اتخذت الدعاية البريطانية عدة أشكال، تشمل الصور والأدب والأفلام. شددت بريطانيا أيضًا على بروباغندا فظائع العدو (أي إبراز الفظائع والجرائم التي يرتكبها العدو، وقد تكون تلك الجرائم حقيقية أو مفبركة أو مبالغ بها) باعتبارها سبيلًا لتحريك الرأي العام ضد ألمانيا وقوى المركز خلال الحرب العالمية الأولى. لرؤية الصورة على نطاق عالمي، انظر الدعاية في الحرب العالمية الأولى.

## تاريخ
عند بدء الحرب، بدأت عدة أقسام حكومية حملاتها الدعائية بدون أي تنسيق فيما بينها. تأسست، بعد فترة قصيرة، منظمة كبرى جديدة في مكتب الدعاية الحربية، والذي سُمي حينها ولينغتون هاوس، تحت قيادة تشارلز ماسترمان. على أي حال، استمرت نشاطات الدعاية من مختلف الوكالات مع غيابٍ للتنسيق فيما بينها. في عام 1918، تمركزت تلك الأنشطة تحت سلطة وزارة الإعلام.
بحلول نهاية الحرب، فُككت جميع ماكينات الدعاية تقريبًا. برزت عدة جدالات  في فترة ما بين الحربين تتعلق باستخدام الدعاية والبروباغندا، تحديداً البروباغندا المتعلقة بجرائم وفظائع العدو. فضح معلقون من أمثال أرثر بونسومبي حقيقة الكثير من الفظائع التي نُسبت إلى النازيين، مبينًا أنها أكاذيب أو حقائق مبالغٌ بها، ما أدى إلى إثارة الشكوك حول قصص الفظائع تلك التي دفعت إلى الإحجام عن تصديق حقائق الاضطهاد الذي مارسته ألمانيا النازية خلال الحرب العالمية الثانية.
في ألمانيا خلال عشرينيات القرن الماضي، أشار قادة عسكريون سابقون مثل إريش لودندورف إلى فعالية البروباغندا البريطانية في الهزيمة التي تعرض لها الألمان سابقًا. ردد أدولفت هتلر وجهة النظر تلك، واستخدم النازيون لاحقًا الكثير من تقنيات الدعاية البريطانية عندما كانوا في رأس السلطة، أي بين عامي 1933 و1945.

### تنظيم الدعاية
لم تملك بريطانيا وكالات للدعاية في بداية الحرب، ما دفع ببريطانيا إلى ممارسة «أداء مذهل في الارتجال» وفق وصف ساندرز وتايلور. تأسست عدة منظمات خلال الحرب، وجرت عدة محاولات لمركزة تلك المنظمات وتعزيز التنسيق فيما بينها. بحلول عام 1918، اكتملت محاولات المركزة تقريبًا من خلال إنشاء وزارة الإعلام.

#### الهيئات الأولى (1914–1915)
جاء تأسيس وكالة الدعاية ردًا على النشاطات الدعائية الألمانية المكثفة. اختُير ماسترمان ليترأس المنظمة الجديدة، والتي كان مركزها ولينغتون هاوس، وهو المقر الرئيس لهيئة التأمين الوطنية في لندن. بعد عقد مؤتمرين في شهر سبتمبر، باشرت وكالة الدعاية الحربية عملها، فأجرت معظم أعمالها سرًا وبدون معرفة البرلمان.
حتى عام 1916، كان ولينغتون هاوس منظمة البروباغندا البريطانية الرئيسة، وركّزت عملها على نشر الدعاية في الولايات المتحدة، على الرغم من وجود أقسامٍ أخرى مخصصة لدول أخرى. توسّع ولينغتون هاوس بشكل ملحوظ بحلول فترة تقديمه التقرير الثاني في شهر فبراير عام 1916، فشُيّدت أقسام أخرى وازداد عدد طاقم العمل.
بدأ المكتب حملة الدعاية في الثاني من سبتمبر 1914، عندما دعا ماسترمان 25 مؤلفًا بريطانيًا بارزًا إلى ولينعتون هاوس لمناقشة أفضل سبل الترويج للمصالح البريطانية خلال فترة الحرب. وافق عدد من الكتاب على كتابة كراسات وكتبٍ تروّج لوجهة نظر الحكومة.
بالإضافة إلى ولينغتون هاوس، أسست الحكومة منظمتين أخرتين للتعامل مع حملات البروباغندا. الأولى هي لجنة الصحافة المحايدة، والتي أوكلت مهمة تزويد الصحافة في البلدان المحايدة بمعلومات متعلقة بالحرب، وترأس اللجنة جورج هربرت ماير، المحرر المساعد لدى صحيفة ديلي كرونيكل. المنظمة الثانية هي دائرة أنباء وزارة الخارجية، والتي كانت مصدر كافة البيانات والتصريحات المختصة بسياسة بريطانيا الخارجية بالنسبة للصحف الأجنبية.
إبان بداية الحرب، انخرطت عدة منظمات هاوية تطوعية، وأفراد أيضًا، في مساعي الدعاية الخاصة بها، والتي غالبًا ما أدت إلى توتر العلاقات مع ولينغتون هاوس.

#### مركزة وزارة الخارجية (1916)
أدى غياب التنسيق بين المنظمات المختلفة إلى مركزة نشاطات الدعاية تحت سلطة وزارة الخارجية بعد مؤتمرٍ عُقد عام 1916. أُلحقت لجنة الصحافة المحايدة ضمن مديرية الأنباء، بينما وضع ولينغتون هاوس تحت سلطة وزارة الخارجية.
كان ماسترمان المعارض الوحيد لإعادة التنظيم، فخشي ماسترمان فقدان استقلاله ضمنيًا بعد إعادة التنظيم. على أي حال، برزت انتقادات تجاه سيطرة وزارة الخارجية على البروباغندا في وقتٍ لاحق من ذاك العام، تحديدًا من طرف وزارة الحربية. بعدما أصبح ديفيد لويد جورج رئيس الوزراء، وهو الذي لعب دورًا فعالًا في تأسيس ولينغتون هاوس، أُعيد تنظيم ماكينة الدعاية مرة أخرى.

#### البروباغندا في عصر لويد جورج (1917)
في يناير عام 1917، طلب لويد جورج من روبرت دونالد، وهو محرر صحيفة ديلي كرونيكل، إنتاج تقرير عن إجراءات البروباغندا الحالية. انتقد تقرير دونالد استمرار غياب التنسيق، وأكد على أن «وضع عمل البروباغندا والترويج انحرف في الوقت الحالي عن مساره جراء الطريقة غير المنتظمة التي استُحدثت عبرها ماكينة الدعاية، والطريقة اللاأخلاقية التي توسعت من خلالها». في المقابل، أثنى التقرير على نشاطات ولينغتون هاوس في الولايات المتحدة الأمريكية.
قرر مجلس الوزراء بعد إجراء التقرير تطبيق الخطة المقترحة على الفور لتأسيس إدارة خارجية منفصلة مسؤولة عن البروباغندا. عُيّن جون بوشان رئيس تلك المنظمة في فبراير عام 1917، على الرغم من أنه لم يكن خيار دونالد الأول. وُضعت الإدارة الجديدة ضمن وزارة الخارجية، وحملت اسم إدارة الإعلام. على أي حال، انتُقدت المنظمة الجديدة، وطالب دونالد بمزيدٍ من التنظيم، وتلك فكرة دعمها أعضاء آخرون في اللجنة الاستشارية، مثل اللوردين نورثكليف وبورنام. وُضع بوشان مؤقتًا تحت قيادة السير إدوارد كارسون حتى أنتج دونالد تقريرًا جديدًا في أواخر ذلك العام.
أبرز التقرير الثاني مجددًا استمرار غياب الوحدة والتنسيق، لكن ولينغتون هاوس نال هذه المرة توبيخًا جراء عدم كفاءته والطبيعة الخطرة لعمليات التوزيع. استجاب كل من ماسترمان وبوشان للانتقادات في التقرير بالادعاء أن التحقيق الذي يدعم التقرير كان محدود النطاق. على أي حال، تزايدت الانتقادات تجاه نظام الدعاية حينها، وعقب انسحاب كارسون من وزارة الحربية عام 1918، تقرر وجوب إنشاء وزارة جديدة.

#### وزارة الإعلام (1918)
في فبراير عام 1918، كلّف لويد جورج اللورد بيفربروك بمسؤولية تأسيس وزارة الإعلام الجديدة. منذ 4 مارس عام 1918، استلمت الوزارة السيطرة على كافة النشاطات الدعائية وقُسمت إلى 3 إدارات للإشراف على البروباغندا الداخلية والخارجية والعسكرية. كان قسم البروباغندا الخارجية تحت رئاسة بوشان، وتألف من 4 أفرع، فكانت الدعاية في مناطق الحرب من مسؤولية مديرية إم آي 7 التابعة لوزارة الحربية، بينما استلمت لجنة مساعي الحرب الوطنية السيطرة على الدعاية الداخلية. أُسست منظمة أخرى تحت رئاسة نورثكليف لبث الدعاية والبروباغندا في دول الأعداء، وكانت وزارة الحربية مسؤولة عنها بدلًا من وزارة الإعلام.
جاء تأسيس الوزارة استيفاءً للتوصيات المتعلقة بالمركزة والواردة في تقرير دونالد الثاني. عملت الوزارة باعتبارها هيئة مستقلة خارج مسؤوليات وزارة الخارجية.
على الرغم من ذلك، استمرت بعض المشاكل والانتقادات المتعلقة بالوزارة الجديدة. برزت توترات بين وزارة الإعلام الجديدة والوزارات الأخرى، كوزارة الخارجية ووزارة الحربية على سبيل المثال، وخشي الكثيرون في الحكومة من السلطة المتزايدة للصحافة، والتي تمثلت بالإدارة الصحفية لوزارة الدعاية الجديدة.
في شهر أكتوبر، أصبح بيفربروك مريضًا بشدة، واستلم نائبه آرنولد بينيت منصبه في الأسابيع الأخيرة من الحرب. عقب نهاية الحرب، فُككت ماكينة البروباغندا بحكم الضرورة، وعادت إدارة الدعاية لأيدي وزارة الخارجية.
*ملاحظة: لم أجد ترجمة لعبارة atrocity propaganda، وبما أنها تعني البروباغندا المختصة بنشر مزاعم حول فظائع وجرائم العدو، ارتأيت شرحها بدلاً من ترجمتها حرفياً.